# Hans Pfeiffer (Ingenieur)
Julius Alexander Hans Pfeiffer (* 23. Oktober 1879 in Stettin; † 8. November 1960 in Kiel) war ein deutscher Wasserbaubeamter. Als Vorstand des Preußischen Wasserneubauamtes Dammbau Sylt von 1914 bis 1927 leitete er den Bau des Hindenburgdammes. Von 1939 bis 1949 war er Präsident der Wasserstraßendirektion Kiel.

## Leben und Wirken
Hans Pfeiffer war ein Sohn des Kapitäns Emil Carl Pfeiffer (* 1847 in Jasenitz; † 1910 in Stettin) und dessen Ehefrau Anna Luise Dorothea, geborene Malbranc (* 1854 in Swinemünde; † 1928 in Stettin). Er besuchte ein Stettiner Realgymnasium und legte 1903 die Reifeprüfung ab. Danach studierte er Ingenieurwissenschaften an Technischen Hochschulen in München, Hannover und Berlin und beendete das Studium als Diplom-Ingenieur. Anschließend absolvierte er eine Ausbildung für den höheren Staatsdienst. Dabei war er in den Wasserbauämtern von Tönning, Stettin und Landsberg an der Warthe tätig. Pfeiffer legte das zweite Staatsexamen ab und leitete danach von 1908 bis 1914 den Bau der Rendsburger Drehbrücke über den Kaiser-Wilhelm-Kanal. 
Von 1914 bis 1927 Vorstand des Preußischen Wasserneubauamtes Dammbau Sylt. Dabei leitete er vorbereitende Tätigkeiten für den Bau eines Dammes vom Festland zur Insel Sylt – des Hindenburgdammes – und begleitete die Bauausführungen. Während dieser Zeit wurde er promoviert. In seiner Dissertation, die auf den 11. Mai 1920 datiert, beschäftigte er sich mit vorbereitenden Untersuchungen zum Bau des Hindenburgdammes. Ab 1923 konnte mit den eigentlichen Dambauarbeiten begonnen werden. Dabei erwies sich bis Herbst, dass die bisherige Technik, dem Wasser Boden durch Faschinen und Lahnungen abzugewinnen, nicht besonders erfolgreich war. Erst ab 1924 konnte mit einer Spundwandtechnik der eigentliche Durchbruch im Baufortschritt erreicht werden. Die folgenden Bauausführungen galten als Pioniertat, da zuvor kein anderes beispielhaftes Bauwerk existierte. Erst 1926 konnten die Arbeiten an dem Schienenstrang bis auf die Insel abgeschlossen werden. Bei der Eröffnung des Dammes am 1. Juni 1927 würdigte Reichspräsident Paul von Hindenburg diese Leistung entsprechend. Aber im Endeffekt spielte bei den vielen Würdigungen und Präsentationen, dass es nun einen befahrbaren Damm auf die Insel gab, der eigentliche Pionier der technischen Leistung kaum eine Rolle, so viele „Erbauer“ gab es plötzlich. Im Endeffekt löste er dann den zusammengezogenen Maschinenpark, die geschaffenen Versorgungsstrukturen und die Wohnanlagen für die Arbeitskräfte noch auf. Das letzte Objekt, das er verkaufte, war das WC-Häuschen für die Hoeheren Verwaltungsangestellten des Mammutprojektes. Dann verließ er die Region. 
Von 1927 bis 1934 stand Pfeiffer dem Wasserbauamt in Emden vor, was als Anerkennung seiner Leistungen beim Bau des Hindenburgdammes angesehen werden kann. 1934 wurde er Generalreferent für Küstenschutz, Landgewinnung und Wasserwirtschaft beim Regierungspräsidenten in Schleswig. Hier hatte er besonders viele Projekte. Er führte moderne Bauverfahren ein, ließ Seedeiche und -dämme im Watt neu errichten oder verstärken und gewann ungefähr 5000 Hektar Neuland. Außerdem beschäftigte er sich damit, die staatliche und Selbstverwaltung des Deich- und Wasserwesens neu zu ordnen. Hierzu bildete er Marschbauämter und richtete große und leistungsfähige Deichverbände ein.
Von 1939 bis 1949 war Pfeiffer erster Präsident der neugebildeten Wasserstraßendirektion Kiel. Für seine Verdienste erhielt er 1953 das Große Bundesverdienstkreuz.
Pfeiffer war verheiratet mit Anni Rehder (* 1890 in Rendsburg). Das Ehepaar hatte eine Tochter und zwei Söhne.